# Liste der Kulturdenkmale im Concelho Arruda dos Vinhos
In der Liste der Kulturdenkmale im Concelho Arruda dos Vinhos sind die Kulturdenkmale des portugiesischen Kreises Arruda dos Vinhos aufgeführt.

## Kulturdenkmale nach Freguesia

### Arruda dos Vinhos
|   | Offizielle Bezeichnung              | Beschreibung | Kategorie         | Stufe | Jahr | Bild |
| - | ----------------------------------- | ------------ | ----------------- | ----- | ---- | ---- |
| 1 | Igreja de Nossa Senhora da Salvação |              | Sakralarchitektur | IIP   | 1944 |      |
| 2 | Chafariz de Arruda dos Vinhos       |              | Zivilarchitektur  | IIP   | 2005 |      |

Legende: PM – Welterbe; MN – Monumento Nacional; IIP – Imóvel de Interesse Público; IIM – Imóvel de Interesse Municipal; VC – Klassifizierung läuft